# Sianki (Ukraina)
Sianki (ukr. Сянки) – wieś na Ukrainie w obwodzie lwowskim, w rejonie samborskim (wcześniej w rejonie turczańskim), nad górnym Sanem. Liczy ok. 580 mieszkańców.

## Historia
1920–1944 Sianki leżały w powiecie turczańskim w woj. lwowskim w Polsce. W latach 1934–1939 istniała gmina Sianki. Wówczas wieś leżała po obu stronach Sanu na terytorium Polski. Po wojnie została przecięta granicą państwową. Po stronie ukraińskiej znajduje się obecnie około 100 domów i stacja kolejowa na linii Użhorod – Lwów. Polska część Sianek jest od 1945 roku wyludniona.
Wieś lokowana na prawie wołoskim w 1560 roku przez ród Kmitów. Właścicielami oprócz Piotra Kmity od 1553 roku była Barbara Kmita, w 1580 roku – rodzina Tarłów. W 1589 roku – Jadwiga Tarło, a w 1663 roku – własność wspólna Zatwarnickich, Czarnieckich, Grochowskich. Od początku XVIII w. do 1939 roku – rodzina Stroińskich; po stronie polskiej znajduje się ich grobowiec.
Od roku 1905 przez miejscowość prowadzi linia kolejowa łączącą Użhorod z Samborem, jest tu dworzec kolejowy. W latach 1772–1918 pod zaborem austriackim, położona w powiecie turczańskim w austriackiej prowincji Galicja, 14 km od miejscowości Borynia, na granicy węgierskiej. Graniczyła z wsiami Beniowa, Sokoliki, Tarnawa Wyżna, Tureczki Wyżne, Butelka Wyżna, Jaworów i Użok. W roku 1880 wieś liczyła 355 mieszkańców oraz 50 domów, zamieszkana była przez Polaków, Rusinów, Żydów i Niemców. W Siankach znajdował się także kościół i dwie drewniane cerkwie, obydwie pod wezwaniem św. Stefana. Parafia katolicka znajdowała się w Turce, unicka w Beniowej. W końcu lat 20. Sianki odwiedził Józef Piłsudski, wędrując także z dziećmi na Opołonek do Skały Dobosza. Przed 1939 dział we wsi teatr amatorski.
Przed II wojną światową wieś była znanym ośrodkiem narciarskim w Polsce. Także w Siankach rozpoczynał się wyznaczony przez PTT pieszy szlak wschodniobeskidzki (włączony następnie w skład Głównego Szlaku Karpackiego im. Józefa Piłsudskiego). Po 17 września 1939 roku przez wieś przebiegała granica między Niemcami a ZSRR. Po roku 1951 wieś została formalnie podzielona między Polskę a radziecką Ukrainę.
W 1921 Sianki liczyły jeszcze 788 mieszkańców (spis powszechny z 1931 podawał 889), wśród których 62% stanowili grekokatolicy.
W polskich Siankach zachowały się do dziś grobowce Klary z Kalinowskich (zm. 1867) i Franciszka (zm. 1893) Stroińskich – przedwojennych właścicieli tych dóbr. Obecnie jest to tzw. obręb geodezyjny, leżący w obrębie Międzynarodowego Rezerwatu Biosfery „Karpaty Wschodnie”. W 1993 rekonstruowano mury kaplicy.
Na granicy Polski i Ukrainy w pobliżu Sianek ma swoje źródło rzeka San. Na samej granicy przy znaku granicznym 224 stoi ukraiński obelisk informujący, iż jest to źródło tej rzeki (49°00′10″N 22°52′30″E/49,002778 22,875000).
Na początku lat 90. XX wieku, 150 m od Sanu, po stronie ukraińskiej, umieszczono 32 żelbetonowe kontenery z toksycznymi substancjami (17 ton substancji). Kilka z nich przeciekało, a trucizna groziła skażeniem Sanu. Za pomocą środków unijnych kontenery usunięto jesienią 2008, a chemikalia zutylizowano w Niemczech.